# Rhysida celeris
Rhysida celeris är en mångfotingart som först beskrevs av Jean-Henri Humbert och Henri Saussure 1870.  Rhysida celeris ingår i släktet Rhysida och familjen Scolopendridae.
Artens utbredningsområde är:
- Bolivia.
- Jamaica.
- Nicaragua.
- Venezuela.

## Underarter
Arten delas in i följande underarter:
- R. c. andina
- R. c. celeris